# Sutyna obscurus
Sutyna obscurus là một loài bướm đêm trong họ Noctuidae.